# 使徒パウロに扮した自画像
『使徒パウロに扮した自画像』（しとパウロにふんしたじがぞう、蘭: Zelfportret als de apostel Paulus、英: Self-Portrait as the Apostle Paul）は、17世紀オランダ黄金時代の巨匠レンブラント・ファン・レインが描いた40点以上の自画像のうちの1つである。画家が55歳であった1661年にキャンバス上に油彩で制作されたが、若いころからの画家の扮装への好みが現れている作品である。1961年にアムステルダム国立美術館に寄贈され、現在、美術館の「栄誉の間」に展示されている。

## 背景
使徒パウロは、『新約聖書』の著者の中でも福音の解釈に最も持続的に取り組み続け、オランダで信奉されたプロテスタントの神学者たちの鑑とされた。キリスト教徒の迫害者から一転して初期キリスト教の最大の布教者となったという経歴も、プロテスタントにとってのパウロの模範的地位をますます高めた。カルヴァンやその後継者たちにとってパウロこそ、神の恩寵が真の信仰に目覚めた罪人にもおよぶことを示す最初の実例だった。徹底的に信仰を唱道しつつ、自分自身の弱点を反省して物思いにふけるパウロは、レンブラントにとって特に魅力的な人物だったはずである。実際、レンブラントは、この作品以前にも数回、絵画にパウロを取り上げてきた。

## 作品
レンブラントが自身をパウロになぞらえているのには、自身の深い信仰心があったであろう。また、美術史家のケネス・クラークのいうように、ユーモアの感覚もあったのかもしれない。いずれにしても、本作には晩年のレンブラントの自画像に共通する、慎ましい憂鬱な気分が表されている。画家がパウロであることは、手に持った書物 (または、パウロが小アジアのキリスト教共同体に宛てて書いた手紙の束)と、コートに差し込まれ、心臓の近くに置かれている剣 (パウロが斬首されたことを示す)、すなわち「霊の剣、すなわち神の言葉」 (エフェソの信徒への手紙、6:17) からわかるが、これらのアトリビュートはレンブラントの顔の表情に比べれば目立たない。問いかけるようなレンブラントの眼差しや、諦めてすべてを受け容れるかのような表情は、画家の老齢がもたらす限界の悟りを示唆しており、いい知れぬ悲哀も感じられる。